# Куатовка
Куа́товка (рос. Куатовка) — село (колишнє селище) у складі Славгородського округу Алтайського краю, Росія.

## Населення
Населення — 64 особи (2010; 100 у 2002).
Національний склад (станом на 2002 рік):
- росіяни — 86 %